# Flagge Jamaikas
Die Nationalflagge Jamaikas wurde am 6. August 1962 offiziell eingeführt.

## Aussehen und Bedeutung

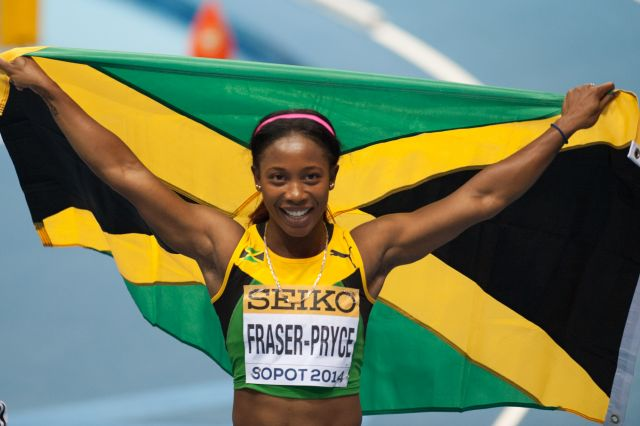
Shelly-Ann Fraser-Pryce 2014 in Sopot nach dem Gewinn der WM-Goldmedaille im 400-Meter-Lauf mit der Nationalflagge Jamaikas.

Die Nationalflagge Jamaikas besteht aus einem goldenen, in der Regel gelb dargestellten Andreaskreuz und vier dreieckigen Farbflächen, davon jeweils zwei in Schwarz (in der Waagrechten) und Grün (in der Senkrechten).
Seit 1996 werden die Farben folgendermaßen interpretiert:
- Grün steht für Hoffnung in die Zukunft, die Vegetation und landwirtschaftlichen Reichtum.
- Gold (in der Regel dargestellt als Gelb) symbolisiert das Sonnenlicht und den natürlichen Reichtum des Landes.
- Schwarz stellt die Kraft und Kreativität des jamaikanischen Volkes dar, mit der Schwierigkeiten überwunden wurden.[1]

Die ursprüngliche, 1962 definierte Bedeutung der Farben war:
- Grün steht für die Hoffnung und für die Landwirtschaft.
- Gold (in der Regel dargestellt als Gelb) symbolisiert die reichen Naturschätze Jamaikas und die Schönheit des Sonnenlichts.
- Schwarz erinnert an die schweren Tage der Vergangenheit und der Gegenwart (Armut).

## Geschichte
Während der britischen Kolonialherrschaft wurden zwischen 1875 und 1962 verschiedene Versionen einer Blue Ensign verwendet. Als Gouverneursflagge diente der Union Jack mit dem Emblem der Kolonie.

1875–1906
Flagge des Gouverneurs (1875–1906)
1906–1957
Flagge des Gouverneurs (1906–1957)

1957–1962
Flagge des Gouverneurs (1957–1962)
1962
Flagge des Gouverneurs (1962)

Ein erster Vorschlag für die Nationalflagge des unabhängigen Jamaikas bestand aus fünf horizontalen Streifen (grün-gelb-schwarz-gelb-grün), wobei der schwarze Streifen doppelt so breit wie die jeweils anderen Streifen sein sollte. Obwohl die britischen Behörden diesen Entwurf genehmigten, kam man von ihm wieder ab, weil die Nationalflagge Tanganjikas – das 1961 unabhängig wurde – ebenfalls aus fünf horizontalen Streifen in der gleichen Farbenfolge bestand. Der einzige Unterschied bestand in der Breite der einzelnen Streifen. Die grünen und der schwarze Streifen waren bei der afrikanischen Flagge gleich breit und die beiden gelben Streifen dafür deutlich schmaler. Zeitweise war auch eine horizontale Trikolore für Jamaika im Gespräch.

Entwurf für eine Nationalflagge Jamaikas (1962)
Entwurf für eine Nationalflagge Jamaikas (1962)

## Weitere Flaggen Jamaikas

Standarte von Königin Elisabeth II. (1966–2022)
Flagge des Generalgouverneurs
Handelsflagge
Seekriegsflagge (White Ensign) der JDF Coast Guard
Flagge des JDF Air Wing

## Sonstiges
- Die Nationalflagge Jamaikas ist – seit Libyen und Mauretanien ihre Nationalflaggen geändert haben – die einzige Nationalflagge, die nicht die Farben blau, rot oder weiß enthält.[2]

- In Anspielung auf die Farbgebung (grün, gelb und schwarz) wurde in Deutschland der Begriff der Jamaika-Koalition geprägt; diese bestünde aus den Parteien der Grünen, der FDP (gelb) und der Union (schwarz) und erlangte erstmals bei der Bundestagswahl 2005 allgemeine Bekanntheit.